# Kõnnu (Saaremaa)
Koordinaten: 58° 26′ N, 22° 41′ O
Kõnnu (deutsch Könnu) ist ein Dorf (estnisch küla) auf der größten estnischen Insel Saaremaa. Es gehört zur Landgemeinde Saaremaa (bis 2017: Landgemeinde Valjala) im Kreis Saare. Kõnnu ist nicht zu verwechseln mit Püha-Kõnnu, das ebenfalls auf der Insel Saaremaa liegt und bis 2017 Kõnnu hieß.

## Einwohnerschaft und Lage
Das Dorf hat 41 Einwohner (Stand 31. Dezember 2011). Es liegt 27 Kilometer nordöstlich der Inselhauptstadt Kuressaare.